# Palpares radiatus
Palpares radiatus är en insektsart som beskrevs av Jules Pièrre Rambur 1842. Palpares radiatus ingår i släktet Palpares och familjen myrlejonsländor. Inga underarter finns listade i Catalogue of Life.